# Библиотека „Глигорије Возаровић“ Сремска Митровица
Библиотека Глигорије Возаровић је културна установа великог значаја у Сремској Митровици, основана је на темељима српске грађанске читаонице из 1886. године и једна је од најстаријих библиотека на подручју Срема. Представља једну од регионалних библиотека у библиотечко-информационом систему Републике Србије, а према решењу Министарства за културу обавља матичну функцију за библиотеке Срема. Добија име по познатом књиговесцу и издавачу Глиорију Возаровићу.
Установа Библиотеке Глигорије Возаровић у Сремској Митровици смештено је у здање Српског дома у самом срцу старог дела града.

## Историја

### Настанак Српске грађанске читаонице
Српска грађанска читаоница у Митровици основана је 4. фебруара 1866. године. Правила су усвојена 8./21. фебруара 1904. године на Главној редовној скупштини. Штампана су у митровачкој штампарији Мирослава Спајића. У шест поглавља је регулисан целокупан рад:
- Наслов и циљ
- Чланови
- Друштвена управа
- Општа опредељења
- Престанак рада друштва
- Обавезна моћ друштвених правила

Од Српског академског друшта Зора из Беча добила је 1906. 10.000 народних марака за оснивање Народне књижнице која би ширила образованост и писменост. Примање жена у Читаоницу била је реткост. Тек 1912. после краће дебате примљена је прва жена, а 1913. на предлог Јована Удицког жене су добиле дозволу за учлањење.

### Читаоница током Првог и Другог светског рата
Први светски рат и пожар Књижнице који се догодио 6. септембра 1914. утицали су да Читаоница престане са радом 5 година. Године 1919. Читаоница се преселила у просторије Имовине општине и ту поново отпочела свој рад, а због нестабилних политичких ситуација и ратних година престаје са радом тридесетих година.
Почетак Другог светског рата је поново време страдања књиге. Поново се 1946.године оснива градска књижница и читаоница у Сремској Митровици, 1948. пресељена је у Дом културе, а 1949. у нове просторије у центру града. Тада броји 4.445 књига, док је број чланова био све већи, највише уписаних ђака и студената. Библиотека развија нове путеве на старим темељима, поново организује манифстације, предавања, књижевне вечери, наставља се рад покретне библиотеке.

### Градска библиотека Просвета
Иако је рад читаонице био различитог обима са повременим прекидима и тешкоћама које су и живот и суровости два рата доносили, она остаје племенити почетак и корен библиотекарства у граду. После Другог светског рата, 1946. године, долази до обједињавања књижних фондова у граду и стварања Народне књижнице и читаонице „Просвета“, која је имала 2.115 књига и била смештена у две просторије приватне зграде. На иницијативу библиотеке и Савета пионира се 1957. године оснива прво Дечје одељење. Одвојено је 2500 књига, и у првој години рада уписано око 500 читалаца.
Током шездесетих година мрежа библиотека у Сремској Митровици била је неразвијена. Радила је само библиотека Просвета и имала је огранак у Општој болници. У околним селима су повремено радиле библиотеке, без средстава и стручног рада, а 1964. се отварају три огранка. Библиотека временом мења популистички карактер и окреће се задовољавању културних, просветних и информационих потреба свих слојева становништва, рад постаје законом регулисан и финансиран из јавнх средстава, а фондови се полако попуњавају стручном и научном литературом, поред белетристике и књига за децу. Библиотека је 13. октобра 1966. године добила нове просторије за Дечије одељење, које је бројало 8.390 књига. У априлу 1968. године библиотека је добила диплому и новчану награду за најбољу библиотеку у Војводини, а због изузетних успеха у раду са школском децом, Културно-просветна заједница Републике Србије, издавачка предузећа и Општинска заједница образовања за Срем, поклонили су Дечијем одељењу 5.200 књига. Године 1969. библиотека Просвета пресељена је у строги центар града, у Српски дом у којем је раније био смештен хотел Парк. На Дан ослобођења града, 1. новембра 1969. било је отварање библиотеке.

### Библиотека Глигорије Возаровић

#### Седамдесете
Седамдесетих година дошло је до развоја индустрије и мреже културно-образовних институција у граду, мењала се интелектуална и професионална структура корисника библиотеке што је захтевало попуњавање фондова литературом уже стручне садржине. Тако је издавањем енциклопедија, лексикона, речника, књижевне критике и њиховим смештањем у нови, наменски простор основано 1969. године Научно одељење.
Године 1970. библиотека је добила и нови назив Глигорије Возаревић, по књиговесцу и издавачу који је рођен у Лежимиру, селу близу Сремске Митровице. Била је члан удужења Братство осам библиотека коју су чиниле и библиотека у Цетињу, Тетову, Чачку, Мостару, Крању, Карловцима и Косову . Седамдесетих година број читалаца је био недовољан, те је почела борба за нове књиге и читаоце. Упућена су писма радним организацијама, успостављена је сарадња са синдикатима, планирано је организовање културно-уметничких и образовних приредби и предавања. гостовање познатих уметника и писаца, такмчичења за ученике средњих школа. Такође, почела је и са радом покретна библиотека. Два пута месечно књижничари су носили кофер са књигама у фабрику Митрос, радници си узимали књиге на читање и уредно их враћали. Било је активно и Дечије одељење, које је за своје читаоце организовало низ културно-образовних програма. Године 1973. библиотека је отворила прву дискотеку са намером да шири музичку кутуру. Читаоницама је на располагању била колекција од 160 музичких плоча са различитим жанровима. У децембру, 1977. године, после дугогодишњих припрема дошло је до реализовања једног од до тада највећих акција библиотеке, Библиобус - покретна библиотека. Возач – књижничар је у комбију, сваког дана по утврђеном редоследу, са одређеним бројем књига из Одељења за одрасле и Одељења за децу, обилазио месне заједнице и радне организације. На овај начин је библиотека ушла у производне хале, мензе, клубове и приближила се радницима који су постли значајан део читалачке публике.

#### Осамдесете
Осамдесете су за библиотеку биле године јубилеја и награда. Године 1986. обележавало се 120 година од оснивања Српске грађанске читаонице и 40 година рада у слободи. Библиотека је 1980. располагала књижним фондом од 87.654 књига. За период од 1981- 1985. радна група Савеза библиотечких радника Срема усвојила је план развоја библиотека. Договорено је да стручна литература у библиотеци у Сремској Митровици буде специјализована за области медицине, месне, шумарске, и дрвопрерађивачке области. Усвојен је предлог да се изради Централни каталог стручне литературе.
У 1983. години урађена је прва ревизија књига, која је успешно одрађена, тако да је фонд износио 90.424 књига. Крајем осамдесетих година донесени су многи закони о библиотекарству, који су јасно дефинисали положај и улогу библиотекара, те се библиотека суочила са новим променама.

#### Деведесете
Деведесете су започете обележавањем 200 година од рођења Глигорија Возаровића. Књижни фонд у библиотеци бројао је 107.902 књига. Године 1994. библиотека у Сремској Митровици постала је једна од регионалних библиотека у библиотечко-информационом систему Републике Србије.
Крајем 20. века библиотека је испуњавала професионалне, уметничке, јавне и културне функције.

### Библиотека у 21. веку
Библиотека је, поштујући традицију из које је проникла, за свој Дан изабрала 4. фебруар, дан када је настала Српска грађанска читаоница у Сремској Митровици и први пут га обележила 2002.године. Дечије одељење је 2003. штампало Књиготеку у којој је сваког месеца обавештавло децу о новим књигама и програмима. То је био први информативни лист овог одељења. Уведен је нови програм за обраду библиотечких фондова, 24. фебруара 2005. презентован је рад и одржана обука за библиотекаре који ће радити у БИСИС програму. Тако је после МПА и ВИНАЈСИС програма, поново почело стварање нове е-базе библиотечких фондова у БИСИС-у.
Године 2006. обележавало се 140 година од оснивања Српске грађанске читаонице у Митровици, а од 18. до 25. маја 2007 пола века од оснивања Дечјег одељења које је бројало 39.115 књига обрађених у БИСИС програму. Године 2008. покренут је посебан програм за тинејџере и 11. јуна отоврен је омладински кутак Зона младих. То је било физички одвојено, урбано уређено, модерно опремљено и опуштено место у читаоници Одељења за одрасле. Грађа је прилагођена потребама младих, од романа, стрипова, приручника, популарних часописа до избора музике, рачунарских програма, игара и слично. Библиотека је 2009. отворила још једној посебној групи читалаца, а то су жене са села, пошто су се удружења жена организовала у разним селима митровачке општине са циљем да се негује етно-традиција.
Од 2011. године корисницима су на располагању и рачунар и интернет.
Данас Библиотека по својој развијености и функцији представља једну од регионалних библиотека у библиотечко-информационом систему Републике Србије.
Библиотека располаже простором од 673 m2 који је раздвојен и налази се у склопу суседних зграда. У Библиотеци ради 24 запосленa, од тога 20 библиотечких радника. Књижни фонд броји преко 120.000 књига, док је у 2015. години износио 118. 187 књига.

## Одељења
Унутрашња организација следи законске одредбе.

### Матична служба
Према решењу Министарства за културу Библиотека обавља матичну функцију за библиотеке Срема у општинама Инђија, Ириг, Пећинци, Рума, Стара Пазова и Шид од 1961. У својој надлежности има 6 народних, 32 основношколске, 12 средњошколских и пет специјалних библиотека, у којима ради 156 библиотечких радника.

### Одељење за набавку и обраду књига
Набавља и обрађује књиге за сва одељења и огранке. У одељењу се изграђују централни, ауторски, стручни, предметни и насловни каталог. Одељење располаже књижним фондом од 52.453 књиге из области науке, уметности и књижевности, 9 дневних новина и 4 часописа које користи 4.525 уписаних читалаца. Органиѕују се књижевни сусрети, потеске вечери, трибине и изложбе у читаоници одељења. Од 2005. води инвентар и обраду у БИСИС програму.

### Одељење са стручном литературом
Читаоцима даје на коришћење у свом простору богат фонд од 10.783 наслова из свих области науке, уметности и књижевности. Намењен корисницима који се бави научно-истраживачким, студијским и публицистичким радом.

### Завичајно одељење
Чува културну баштину Општине. Сакупља и обрађује сву књижну у некњижну грађу, која се своји садржајем, местом издања или ауторством односи на територију општине. Збирка броји 1.606 књига и 39 наслова новина, часописа, магазина и недељника.

### Одељење за рад са децом и омладински кутак
Преко разноврсних облика културно-васпитних активности и књижног фонда од 46.631 књига и 8.638 сликовница кроз свет књиге и читања води децу од предшколског узраста до завршетка основне школе. У одељењу, поред изнајмљивања жељене књиге они могу да учествују у такмичењима у цртању, рецитовању, писању, квизовима, креативним радионицама или присуствују књижевним сусретима. Огранци у Босуту, Јарку, Кузмину, Мартинцима, Чалми и Шашинцима својим књижним фондовима од 38456 књига и књижевним програмима задовољавају потребе за културом деце и мештана ових села.

### Одељење за популаризацију књиге
Одељење је у сарадњи са школским и предшколским установама, невладиним организацијама, предузећима, удружењима жена и пензионера. Програм обухвата широк круг читалаца, од којих је посебно значајан програм намењен младима Зона младих, који окупља кориснике средњих школа.

### Одељење за рад са одраслима и фонд стране књиге
Садржи грађу намењену корисницима старијим од 14 година. Њима је на располагању 79.580 књига и бесплатно коришћење интернета. У Одељењу се налази и збирка старе и ретке књиге која је електорнски обрађена. Збирка броји 4.006 књига на 11 страних језика.

## Огранци
Библиотека има организован рад у шест села: Шашинци, Чалма, Мартинци, Јарак, Босут и Кузмин. Располажу књижним фондом од 48.113 књига и 1293. сликовнице. Укупан број чланова износи 898 читалаца.

## Издавачка делатност
Годишњак библиотека Срема је стручни часопис који су библиотекари Срема покренули 1997.године. Оснивањем часописа тежили су да садржај и културни живот библиотеке буде доступан широј јавности. Часопис обухвата вести о стручним активностима, вредностима легата и збирки, портрете знаменитих стваралаца, успешне програме, прати развој сремских библиотека и сл. У сарадњи са Библиотеком, часопис издаје и Подружница библиотекара Срема.
Подружница библиотекара Срема јесте организација библиотечких радника, која је основана 1972. године, а сам назив Продужница добија 1992. године. Подружницу чине библиотечки радници народних, школских и специјалних библиотека Срема.